# Första Kongokriget

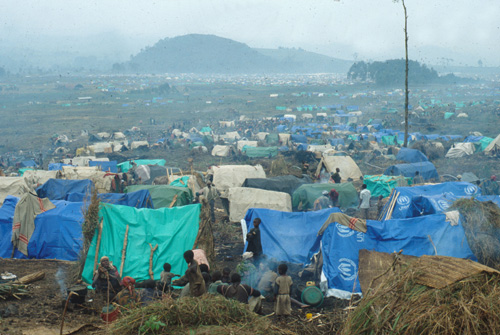
Ett rwandiskt flyktingläger i Zaire, 1994

Första Kongokriget (1996–1997) var ett inbördeskrig och internationell militär konflikt som mestadels ägde rum i Zaire (dagens Demokratiska republiken Kongo), med stora spridningseffekter till Sudan och Uganda.

## Bakgrund
I efterdyningarna av folkmordet i Rwanda sökte sig mer än en miljon hutuflyktingar till Zaire. Dessa flyktingläger användes sedan som bas av hutugerillan för att kunna operera i Rwanda. Dessa hutuer kom i konflikt med det lokala tutsifolket banyamulenge, som beväpnades av Rwandas regering.
Den 7 oktober 1996 förklarade viceguvernören i staden Bukavu att banyamulengefolket inte längre hade rätt att vistas i landet. Banyamulengegrupper gjorde då uppror mot den lokala regeringen.
I månadsskiftet september–oktober 1996 ledde detta till en eldstrid mellan Zaires och Rwandas arméer vid Kivusjön, vilket brukar räknas som krigets start.

## Motståndet samlas och sprids
Vänsterrebellen Laurent-Désiré Kabila dök upp ur exil och deltog i bildandet av motståndsalliansen AFDL som med stöd av Uganda och Rwanda snart började erövra städer längs landets gränser och upplöste flyktingläger som upplåtit en fristad åt RDR-gerillan. Detta skapade en ohållbar humanitär situation som ådrog sig kritik från olika människorättsorganisationer. När ett flyktingläger förstördes flydde man vidare till nästa vilket skapade helt ohanterbara jätteläger som det i Mugungu, norr om Kivusjön, med över 500 000 invånare.
Våldsamma strider i mitten av november ledde till att de zairiska regeringstrupperna och RDR-styrkorna besegrades av AFDL och drevs ut ur provinserna Norra och Södra Kivu. Omkring 800 000 flyktingar återvände till Rwanda medan hundratusentals andra hutuer flydde västerut in i Zaires djungler där många föll offer för svält, väder och vind eller väpnade angrepp.
Under återstoden av första Kongokriget avancerade AFDL och dess allierade vidare mot Kinshasa utan att möta något större motstånd. De flesta av de demoraliserade regeringssoldaterna deserterade eller anslöt sig till AFDL.

## Upprorsalliansens seger och sönderfall
Den 16 maj 1997, sjutton månader efter krigets början, lämnade Mobutu landet och dagen efter marscherade AFDL in i Kinshasa. Kabila utropade sig till president och bytte namn på landet från Zaire till Demokratiska Republiken Kongo (DRC). Många hyllade honom som en hjälte och såg honom som personen som skulle få Kongo på fötter.
Så snart Kinshasa intagits föll dock alliansen sönder. Kabila och hans ugandiska och rwandesiska stödtrupper började strida sinsemellan vilket ledde till andra Kongokrigets utbrott den andra augusti 1998.